# The girl in the yellow jumper
The girl in the yellow jumper es una película ugandesa del año 2020, escrita y dirigida por Loukman Ali. Está protagonizada por Rehema Nanfuka, Philip Luswata, Michael Wawuyo Jr., Michael Wawuyo, Gladys Oyenbot y Maurice Kirya.

## Sinopsis
La película cuenta la historia verdadera de un hombre que reaparece después de haber sido secuestrado.

## Elenco
- Rehema Nanfuka
- Philip Luswata
- Michael Wawuyo Jr.
- Michael Wawuyo
- Gladys Oyenbot
- Maurice Kirya como Patrick

## Lanzamiento
La pandemia del COVID-19 llegó a Uganda en marzo de 2020 y afectó el estreno, debido a que el país entró en cuarentena. Sin embargo, se esperaba estrenar la película en línea para transmisión paga, pero las cuentas de la productora fueron pirateadas y la película se filtró en su propio canal de YouTube para transmisión gratuita pocos días antes de su fecha de lanzamiento.